# 포신
포신(鮑信, 152년 ~ 192년)은 중국 후한 말기의 군벌로, 태산군 평양현(平陽縣) 사람이다. 사례교위 포선의 후손이다.

## 행적
전한에서 사예교위를 지낸 포선(鮑宣)의 8대손이며, 포단(鮑丹)의 아들이요, 포소, 포훈의 아버지다.
《삼국지》위서 무제기, 동탁전, 포훈전 등에 행적이 흩어져 전해 온다.
포신은 어려서부터 절개가 있었고, 관대하고 사람을 사랑하고 침착, 강인 하며 지모가 있었다. 대장군 하진(何進)은 포훈을 불러 기도위로 임명하면서 고향으로 돌아가 병사를 모집하도록 했다. 포신은 천여명을 모집하여 성고로 돌아갔지만, 하진은 이미 해를 입은 후였다. 포신은 중앙으로 왔고, 동탁(董卓)도 막 도착했다. 포신은 동탁이 반드시 난을 일으킬 것을 알고, 원소에게 동탁을 습격할 것을 권했지만, 원소(袁紹)는 두려워하며 행동을 일으킬 생각을 못했다.
포신은 다시 군대를 이끌고 고향으로 돌아와 병사 2만명과 기병 7백 명,군수물자 5천여 수레를 모았다. 이 해, 조조(曹操)는 처음으로 기오에서 병사를 일으켰고, 포신의 동생 포도(鮑韜)와 모은 병사를 이끌고 조조에 호응했다. 조조는 원소와 함께 표를 올려 포신에게 파로장군을 대행하도록 하게 했고, 한도를 비장군에 임명했다. 당시 원소의 군세가 가장 강성하였으므로 대부분의 호걸들은 그에게로 갔다. 포신은 조조에게 "불세출의 지략으로 영웅들을 통솔하여 난을 진압하고 바르게 할 수 있는 자는 바로 당신입니다. 이런 사람이 아니라면 강할지라도 반드시 망할것입니다. 그대는 하늘이 이끌고 있는 사람입니다." 라고 했다. 면수에서의 패배로 포신은 부상을 입었고, 포도는 전사했다. 포신은 조조에게 "간신이 일어나 왕실을 전복시키므로 영웅들이 충절을 다하여 떨쳐 일어나고 천하 사람들이 호응하고 있는 것은 그것이 바로 정의이기 때문입니다. 지금 원소는 맹수가 되어 권력을 이용하고 이익을 챙기고 있으니 장차 난을 일으키면 또 한 명의 동탁이 생기게 되는 것입니다. 만일 그를 누르려고 해도 힘으로는 할 수 없고 재난을 구하는 일 또한 성공할 수 없습니다. 황하 남쪽을 살펴 그에게 일이 일어날 것을 기다리십시오." 조조는 그의 말을 들었다.

### 반동탁 연합군
영제 때에, 하진(何進)의 부름을 받아 기도위로 임명되었고, 고향으로 돌아가 병사를 모으게 했다. 천여 명을 모아 성고로 돌아갔으나, 이미 하진은 죽었고, 동탁(董卓)이 중앙으로 들어왔다. 동탁이 난을 일으키리라고 보고 원소(袁紹)에게 동탁을 습격할 것을 권했으나, 원소는 두려워하여 이를 따르지 않았다.
《삼국지》위서 권1 무제기에 따르면, 초평 원년(190년) 봄 정월, 제북상으로서 후장군 원술(袁術), 기주목 한복(韓馥), 예주자사 공주(孔伷), 연주자사 유대(劉岱), 하내태수 왕광(王匡), 발해태수 원소, 진류태수 장막(張邈), 동군태수 교모(喬瑁), 산양태수 원유(袁遺)와 함께 군사를 일으켰다.
《삼국지》위서 권12 최모서하형포사마전에 주석으로 인용된 왕침의 《위서》에서는, 고향으로 돌아가 무리 2만 명, 기병 700명, 치중 50승 여를 모으고, 아우 포도(鮑韜)와 함께 기오에서 거병한 조조(曹操)와 호응하니, 조조는 원소와 함께 표를 올려 포신으로 파로장군을, 포도로 비장군을 대행하게 했다.
당시 많은 사람들은 원소에게 귀의하고 있었으나, 포신은 조조가 당시 중국의 혼란을 진압할 수 있는 사람이라고 조조에게 말했다. 조조와 함께 형양에서 동탁과 싸워 패배해, 자신은 부상을 입고 아우 포도는 전사했다.
이후 조조에게 원소가 난을 일으키면 또 하나의 동탁이 있을 것이며, 황하 남쪽을 지키며 원소에게 일이 생기기를 기다리라고 했다.

### 청주 황건적과 싸움, 전사
청주 황건적 1백만이 연주로 들어와 임성상 정수(鄭遂)를 죽이고 동평국으로 들어오자, 연주자사 유대는 맞서 싸우려 했다. 포신은 유대에게 적이 많고 이쪽은 전의가 없으니 이길 수 없다고 하고, 또 적이 군수 보급을 약탈에만 의존하고 있으니 굳게 지키기만 하다가 적의 세력이 흩어지면 그때 쳐 격파할 수 있다고 했다. 그러나 유대는 포신의 말을 듣지 않고 싸워 죽임을 당했다.
포신은 주리 만잠(萬潛) 등과 함께 동군태수 조조로 연주목을 대령하게 하고, 조조와 함께 수장현 동쪽에서 황건적과 싸워 적을 간신히 무찔렀으나, 포신 자신은 전사했다.

## 《삼국지연의》의 기술
190년 반동탁 연합군에 참가해 싸웠는데, 손견(孫堅)이 선봉을 맡자 이를 시기하여 동생 포충(鮑忠)을 몰래 손견에 앞서 보내 동탁과 싸우게 했으나, 동탁의 부하 화웅(華雄)에게 패하고 포충도 전사했다. 후에 연주 전투에서 유대가 죽은 후 조조를 연주 자사로 추대하고 192년 조조와 함께 황건적을 토벌하다가 황건적의 기습으로 잡혀 죽었다.

## 포신을 섬긴 사람들
※포충은 《삼국지연의》에 등장하는 가공의 인물이다.
- 만잠
- 우금
- 포도
- 포충

## 친족 관계
- 8대조 : 포선(鮑宣)
- 아버지 : 포단(鮑丹) - 소부·시중 등을 지냈다.
  - 본인 : 포신(鮑信, 152년 ~ 192년)
    - 아들 : 포소(鮑卲/鮑邵) - 맏아들. 아버지의 풍모가 있었으며, 기도위(騎都尉)·사지절(使持節)이 되었다.
      - 손자 : 포융(鮑融) - 포소의 아들. 아버지 사후 그 뒤를 이었다.

    - 아들 : 포훈(鮑勛, ? ~ 226년)

  - 동생 : 포도(鮑韜, ? ~ 190년)

## 같이 보기
- 삼국지 인물 목록